# Микулёнис, Станисловас
Стани́словас Микулёнис (лит. Stanislovas Mikulionis; 20 января 1935, Таральджяй Камайской волости Рокишского уезда — 11 октября 1992, Тракай) — литовский архитектор-реставратор, доктор гуманитарных наук; лауреат Государственной премии Литовской ССР (1978), автор проектов реставрации Тракайского замка и Тракай, а также ряда опубликованных работ о Тракайском замке.

## Биография
Родился в деревне Таральджяй на северо-востоке Литвы. В 1959 году окончил Каунасский политехнический институт. В 1976 году защитил диссертацию на соискание учёной степени кандидата архитектурных наук.
В 1959—-1962 годах работал в Научно-реставрационных производственных мастерских в Вильнюсе. Был председателем исполкома в Тракай (1962—1964). С 1964 до 1983 года работал в Научно-реставрационных производственных мастерских (с 1969 года Институт консервации памятников) главным архитектором проектов, затем старшим специалистом, позднее главным архитектором отдела общественных зданий.
В 1984—1992 годах преподаватель Художественного института Литовской ССР (с 1990 года Вильнюсская художественная академия), с 1976 года доцент. Был членом редакционной коллегии газеты «Ворута» и автором множества статей, преимущественно по проблематике охраны и восстановления объектов культурного наследия.
Умер в Тракай (иногда местом смерти указывается Вильнюс) и похоронен на Тракайском кладбище.

## Творчество

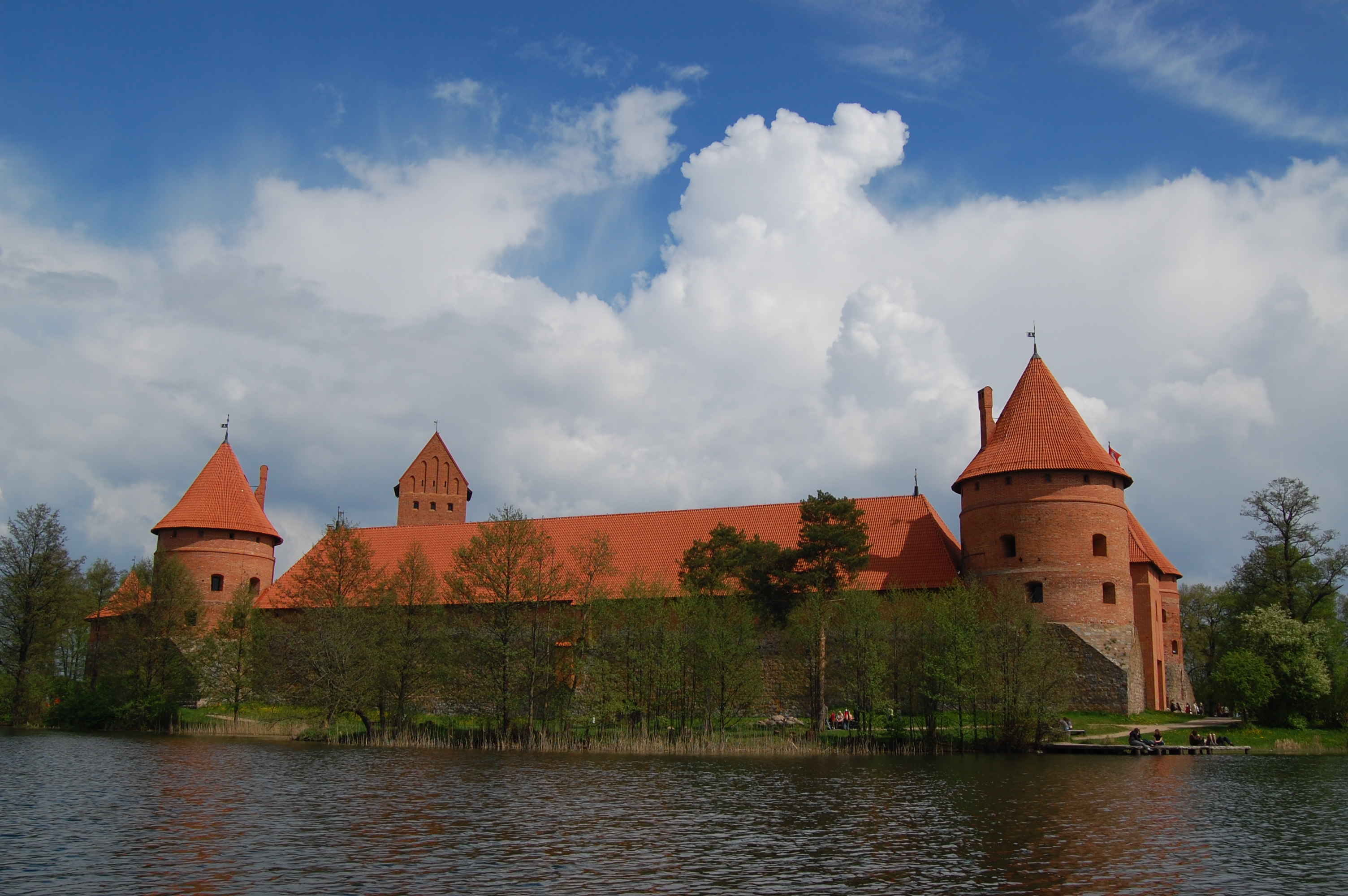
Тракайский замок

Занимался разработкой проектов реставрации зданий в Вильнюсе, Тракай и других местах Литвы. Начиная с 1955 года, был одним из авторов идеи и проектов восстановления Тракайского замка.
- Проект реставрации и консервации Тракайского замка (1962—1984)
- Проект реставрации жилых домов на улице Горького (ныне Диджёйи) в Вильнюсе (1965)
- Проект реставрации жилых домов на улице Арклю в Вильнюсе (1968)
- Проект регенерации Старого города в Вильнюсе (совместно с другими архитекторами, 1969)
- Реконструкция отдельных частей Медининкайского замка
- Реконструкция отдельных частей Биржайского замка

## Труды
- Stanislovas Mikulionis. Trakų salos pilis: svarbiausios žinios. Vilnius, 1969.
- Stanislovas Mikulionis. Trakų pilis. 1978.
- Микулёнис С. Тракайский замок / Станисловас Микулёнис; Пер. с литовского С. Быстрицкой. — Вильнюс: Минтис, 1978. — 64 с. — (Архитектурные памятники Литовской ССР всесоюзного значения).
- Stanislovas Mikulionis. Trakų salos pilis: svarbiausios žinios. Vilnius, 1987. 22 p., iliustr.
- Algirdas Baliulis, Stanislovas Mikulionis, Algimantas Miškinis. Trakų miestas ir pilys. Vilnius: Mokslas, 1991. 294 p., iliustr.

## Награды и звания
- Государственная премия Литовской ССР (1978)